# 丸山松幸
丸山 松幸（まるやま まつゆき、1934年10月24日 - ）は、日本の中国思想史学者、東京大学名誉教授。台北生まれ。

## 経歴
- 1953年　東京都立新宿高等学校卒業
- 1957年　東京都立大学人文学部中国文学科卒業
- 1962年　東京大学大学院人文科学研究科中国哲学専門課程博士課程退学
- 1962年　東京都立小石川高等学校教諭
- 1965年　東京都立大泉高等学校教諭
- 1967年　関西大学専任講師
- 1970年　関西大学助教授
- 1971年　東京大学教養学部助教授
- 1983年　東京大学教養学部教授
- 1995年　定年退官　名誉教授　共立女子大学国際文化学部教授

## 研究内容・思想
ソビエト連邦の機密文書から「アメリカとの冷戦において勝機を得ようとしたソ連が承認し、北朝鮮と中国が共同で実行した国際紛争」であることが明らかになっている朝鮮戦争を、「新中国成立まもなく起こった朝鮮戦争への介入は、中国にとっては、いわば余儀なくされたものであり、それによって米ソの直接対決、すなわち第三次世界大戦を回避することに寄与した」と礼賛する発言を述べている。著書『中国近現代史』16刷版（1993年）では、「1982年7月の日本の文部省の『教科書検定問題』（中国『侵略』という表現を改めさせたこと）」と書いているが、「華北へ侵略」を「華北に進出」と書き換えた」というのは誤報であった。これを知らずに書いていたならば、丸山の調査不足である。知っていて書いたのならば、確信犯である。ちなみに中華人民共和国によるチベット侵攻を、チベットおよび西側諸国は「侵略」とし、中国政府は「平和解放」と呼ぶが、丸山は「人民解放軍、チベットのラサに進駐」と記す。

## 著書
- 五四運動 その思想史（紀伊国屋新書、1969年）
- 人物中国志 2 思想編 異端と正統（毎日新聞社、1975年）
- 中国近代の革命思想（研文出版、1982年）
- エピソードでわかる中国の名言100（明治書院、2007年）

## 共編著
- 李大釗文献目録（斎藤道彦共編 東京大学東洋文化研究所附属東洋学文献センター、1970年）
- 中国近現代史（小島晋治共著 岩波新書、1986年）
- 中国思想文化事典（溝口雄三、池田知久共編 東京大学出版会、2001年）

## 翻訳
- 『中国のアナキズム運動』R.A.スカラピーノ、G.T.ユー 紀伊国屋書店、1970年
- 『中国マルクス主義の源流』M.メイスナー・上野恵司共訳 平凡社、1971年
- 『史記 3 支配の力学』司馬遷 和田武司共訳 徳間書店 1972年 のち文庫
- 『三国志 I 転形期の軌跡』中村愿共訳 徳間書店、1979年
- 『清代の怪異小説』 聊斎志異　さ・え・ら書房（中国の古典文学）、1977年
- 『中国の思想的危機』陳独秀・胡適・魯迅 林毓生 陳正醍共訳 研文出版、1989年
- 『中国の思想』 7 易経徳間書店、1996年
- 『中国歴史文化事典』孟慶遠・小島晋治、立間祥介共訳 新潮社、1998年
- 『十八史略』 1 覇道の原点曽先之・西野広祥共訳 徳間書店、1999年 のち文庫

## 参考
- 『駒場2001』東京大学教養学部